# (367943) Duende
El asteroide (367943) Duende (también conocido como 2012 DA14) es un objeto próximo a la Tierra con un diámetro estimado de 45 metros y una masa estimada de 130 000 toneladas. Fue descubierto el 22 de febrero de 2012 por el equipo del Observatorio Astronómico de Mallorca desde el Observatorio Astronómico de La Sagra, Puebla de Don Fadrique (Granada), España siete días después de pasar a 0,0174 UA (2 600 000 km; 1 620 000 mi) de la Tierra el 16 de febrero. Los cálculos muestran que el 15 de febrero de 2013 la distancia mínima entre el asteroide y el centro de la Tierra fue de 0,000228 UA (34 100 km; 21 200 mi); y pasó a 0,0001851 UA (27 700 km) de la superficie terrestre. El acercamiento de 2012 DA14 es un récord para los objetos conocidos de este tamaño al pasar a 27 860 km de altura.

## Designación y nombre
Designado provisionalmente como 2012 DA14 fue llamado Duende en homenaje a la criatura mitológica del folclore ibérico.

## Características orbitales
Duende está situado a una distancia media del Sol de 0,9102 ua, pudiendo alejarse hasta 0,9916 ua y acercarse hasta 0,8289 ua. Su excentricidad es 0,089 y la inclinación orbital 11,60 grados. Emplea 317,228 días en completar una órbita alrededor del Sol.

## Características físicas

La Tierra y el asteroide 2012 DA14 el 15 de febrero de 2013, dibujado a escala

Su magnitud absoluta es 24.